# Eric I de Mecklenburg
Eric I de Mecklenburg (alemany: Erich fon Mecklenburg)  (1359 - Visby, 26 de juliol de 1397 (Gregorià)) fou membre de la Casa de Mecklenburg, associat amb el seu pare al govern de Mecklenburg (1396-97) i hereu al tron de Suècia. Eric era el fill gran d'Albert de Mecklenburg, Rei de Suècia, i la Reina Richardis, filla del comte Otó I de Schwerin. Es casà el 12 o 13 febrer del 1396 amb Sofia, filla del Duc de Pomerània-Wolgast Bogislaw VI. No tingueren fills.
El pare d'Eric intentà consolidar la seva posició com a Rei de Suècia el 1364 i altre cop el 1386. La reina Margarida I de Dinamarca intervingué i Albert fou derrotat en la batalla d'Åsle, prop de Falköping, el 1389. Albert i Eric van ser capturats durant aquesta batalla. Van ser alliberats el 1395 després tres anys de negociacions que implicaren Hinrich Westhof i Johann Niebur, els alcaldes de Lübeck.

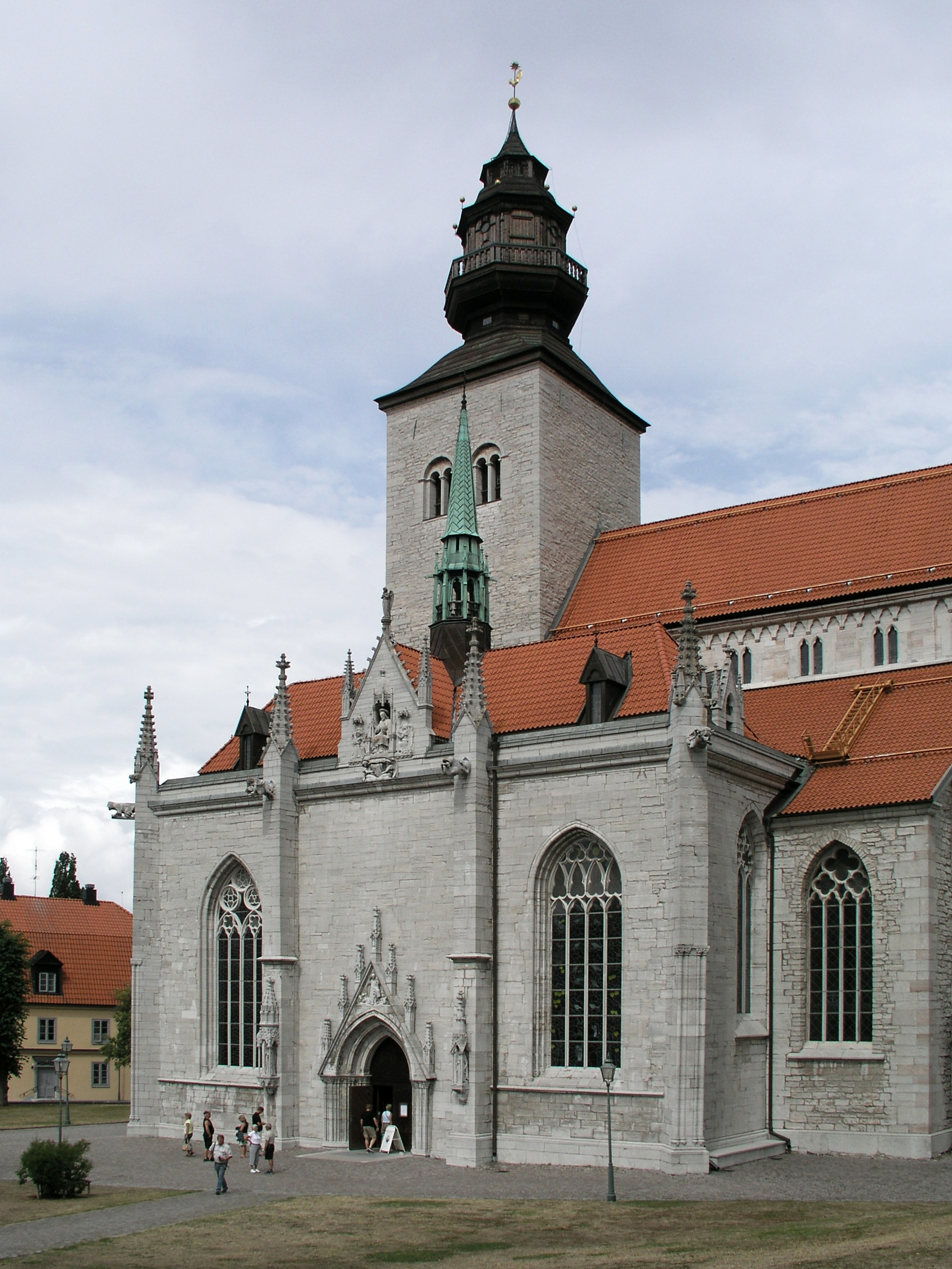
Eric va ser enterrat a la catedral de Visby

Més tard aquell any, Albert encarregà a Eric la reconquesta de Gotland. A l'estiu de 1396 Eric arribà a l'illa amb un exèrcit i a la primavera de 1397, va derrotar Sven Sture, qui llavors va haver de jurar fidelitat a Albert. També el 1397, els regnes de Dinamarca, Noruega i Suècia s'uniren a la Unió de Kalmar, que reforçà la posició de Reina Margarida I.
El duc Eric va morir de pesta el 1397 a la seva propietat anomenada Landeskrone o Kronvall a Klintehamn sud de Visby (a Gotland). Va ser enterrat a l'església de Santa Maria, coneguda com la catedral de Visby, on es conserva part de la seva làpida original.